# Osmophila pilosa
Osmophila pilosa är en stekelart som beskrevs av Marsh 2002. Osmophila pilosa ingår i släktet Osmophila och familjen bracksteklar. Inga underarter finns listade i Catalogue of Life.